# Кедабекская узкоколейная железная дорога
Кедабекская узкоколейная железная дорога — первая узкоколейная железная дорога на территории нынешнего Азербайджана, построенная фирмой братьев Сименс, на территории Елисаветпольского уезда одноимённой губернии России, для соединения между собой медеплавильных заводов между Кедабеком и поселком Келакенд.

## История
Построена в 1884 году. Общая длина — около 31 км, ширина колеи — 750 мм.
Изначально на дороге работали два локомобиля, один мощностью 10 л.с. другой 12 л.с. Позднее они были заменены на паровозы.
В 1888 году дорогу продлили до села Байрамлы, где располагались заводские склады. Парк подвижного состава состоял из 4 паровозов, один мощностью 40 л.с., три остальных мощностью 60 л.с., и 31 вагона-платформы.
Закрыта в 1940 году.